# 배추김치

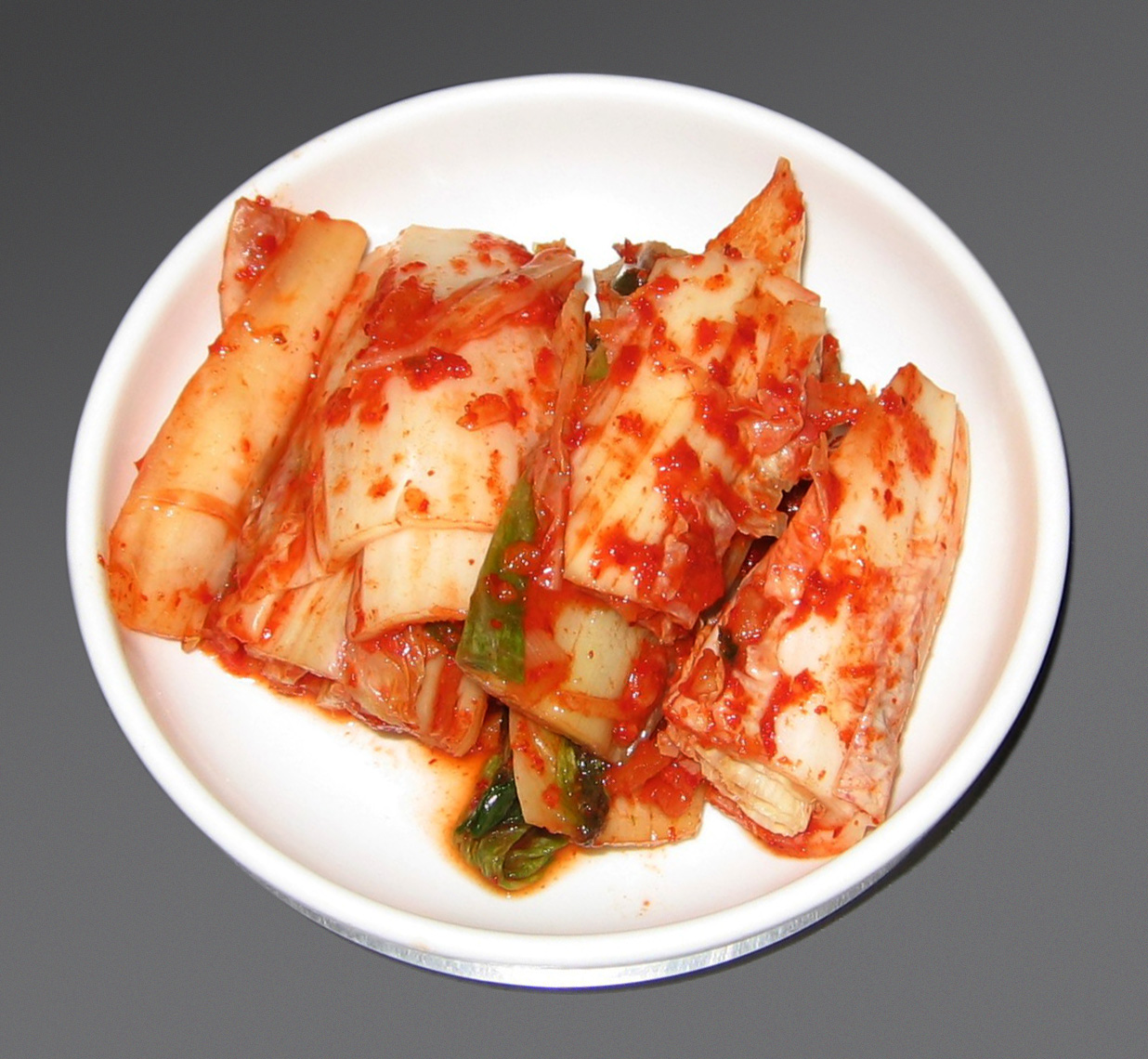
배추김치

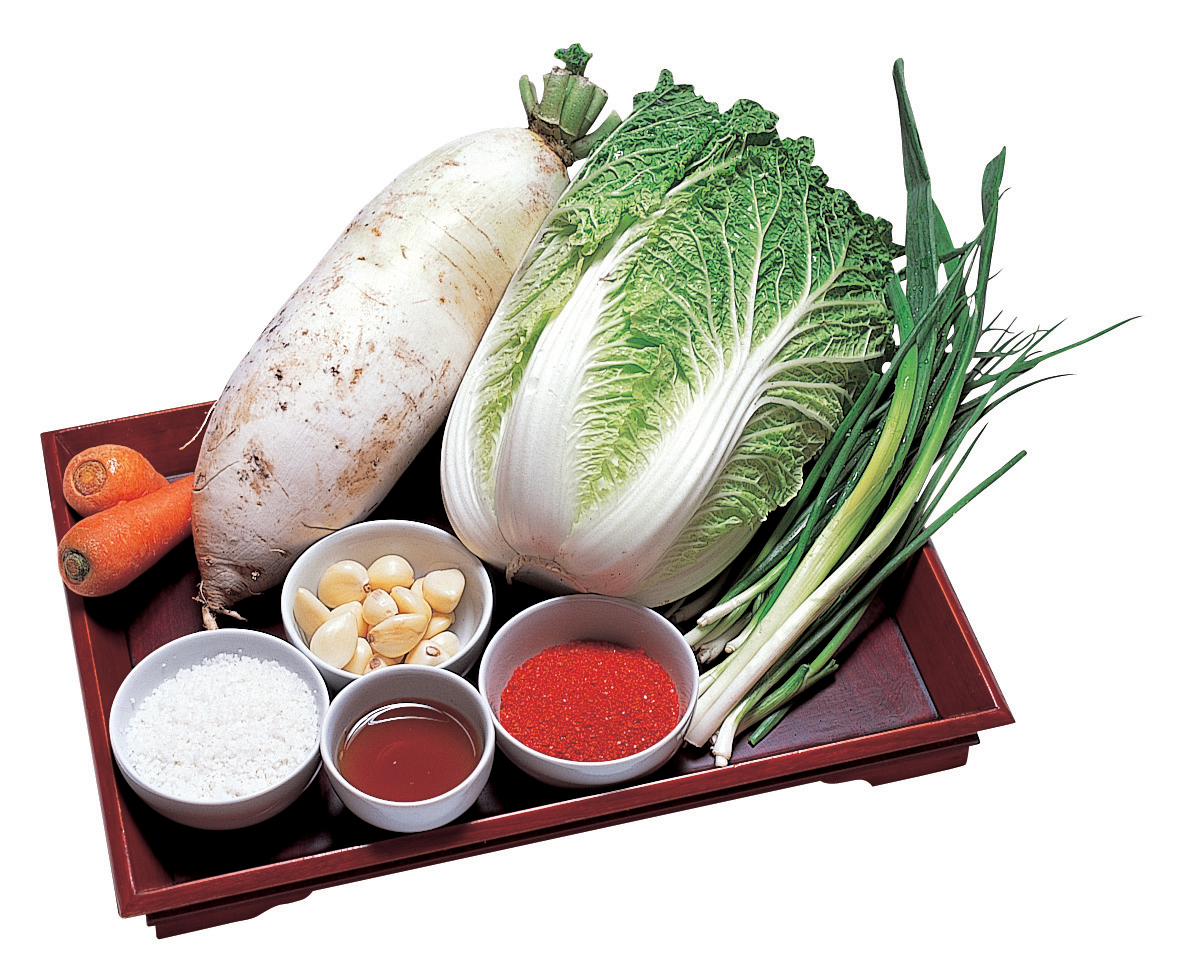
배추김치의 재료 : 배추, 무, 파, 당근, 마늘, 소금, 젓갈, 고춧가루

배추김치는 배추로 담근 김치다. 한국의 대표적인 반찬이다. 소금에 절인 배추에 무채, 고춧가루, 다진 마늘, 파, 젓갈 등을 넣고 버무린 속을 넣어 담근다. 배추김치가 맛있게 익으려면 젖산균이 시큼한 젖산을 만들어 배추를 서서히 익게 만들어야 한다. 젖산균 등의 세균과 효모균에서 생기는 젖산·알코올·에스터 등이 맛을 돋워 주는 것이다.

## 역사
오늘날 배추김치의 형태는 1600년대에 고추가 상용화되면서 나타났다. 그러나 김치의 기원은 삼국시대의 편린에 기대 김치 역사 3000년을 말하는 사람도 있을 만큼 오랜 역사를 지니고 있다. 고려 시대에 중국으로부터 전해진 배추는 속이 차지 않고 상추처럼 퍼지는 비결구 배추였으나, 18세기 말 이후 중국에서 조선이 만든 속이 든 결구배추가 새로이 도입되었고, 더러 잡종이 생기면서 반결구배추가 개성과 서울 쪽에 자리를 잡았다. 19세기 말 20세기 초 산둥에서 건너온 화교에 의해 결구배추는 더욱 널리 조선에 퍼졌다. 현대 한국에서 김치에 쓰이는 속이 꽉찬 배추는 우장춘 박사가 육종한 것이며, 국제 식품 규격(Codex)에 "김치배추(kimchi cabbage)"라는 이름으로 등록되어 있다.
한국에서는 초겨울 즈음 김치를 담가왔다. 입동 전후에 담근 김치가 가장 맛이 좋다는 게 정설이기 때문이다. 실제 4℃보다 조금 낮은 기온에서 배추 맛이 좋은 것으로 나타난다. 이보다 기온이 낮으면 배추가 얼어 맛을 잃는다. 한편으로는 계절적 수요 때문이기도 하다. 입동이 지나면 땅이 얼어 채소를 구하기 어려워진다. 겨울이 오기 전 한꺼번에 채소를 절여 오래 보관하고자 한 게 초겨울 김장의 이유이다.
- 겉절이: 배추, 상추, 무 따위를 절여서 곧바로 무쳐 먹는 반찬이다.
- 덤불김치: 무의 잎과 줄기, 또는 배추의 지스러기로 담근 김치이다.
- 보쌈김치: 무나 배추를 일정한 크기로 썰어서 갖은양념을 한 것을 넓은 배춧잎으로 싸서 담근 김치이다.
- 봄김치: 봄배추 따위로 담근 김치이다.
- 섞박지: 배추와 무·오이를 절여 넓적하게 썬 다음, 여러 가지 고명에 젓국을 쳐서 한데 버무려 담은 뒤 조기젓 국물을 약간 부어서 익힌 김치이다.
- 얼갈이김치: 얼갈이배추로 담근 김치이다.
- 우거지김치: 배추 따위의 우거지로 담근 김치이다.
- 중갈이김치: 중갈이 배추나 무로 담근 김치이다.
- 포기김치: 배추를 통째로 담그는 김치이다. 통김치로도 부른다.
- 풋김치: 봄가을에 새로 나온 열무나 어린 배추로 담근 김치이다.
- 햇김치: 봄에 새로 난 배추나 무 따위로 담근 김치이다.
- 홀아비김치: 무나 배추 한 가지로만 담근 김치이다.

## 같이 보기
- 무김치
- 양배추김치
- 겉절이
- 깍두기
- 백김치